# John Mentha
John Ulysse Mentha est un résistant français.
Assureur d’origine suisse, né le 26 janvier 1893 à Colombier et mort le 9 juin 1974 à Mont-de-Marsan, il forme avec Marcel Abraham le noyau du réseau varois de Franc-Tireur et participe au premier directoire régional des Mouvements unis de la Résistance.